# Paradiesteiche
Paradiesteiche este o arie protejată (arie specială de conservare — SAC, sit de importanță comunitară — SCI) din Germania întinsă pe o suprafață de 12,53 ha, integral pe uscat.

## Localizare
Centrul sitului Paradiesteiche este situat la coordonatele 50°06′28″N 11°56′33″E / 50.1078°N 11.9425°E.

## Înființare
Situl Paradiesteiche a fost declarat sit de importanță comunitară în martie 2001 pentru a proteja 2 specii de animale. Situl a fost protejat și ca arie specială de conservare în aprilie 2016.

## Biodiversitate
Situată în ecoregiunea continentală, aria protejată conține 2 habitate naturale: Ape stătătoare oligotrofe până la mezotrofe, cu vegetație de Littorelletea uniflorae și/sau de Isoëto-Nanojuncetea, Mlaștini turboase de tranziție și turbării mișcătoare.
La baza desemnării sitului se află mai multe specii protejate:
- păsări (1): barză neagră (Ciconia nigra)
- nevertebrate (1): libelule (Leucorrhinia pectoralis)